# Василенко Катерина Михайлівна
Катерина Михайлівна Василе́нко (нар. 22 лютого 1953, с. Шевченка Прилуцького району — 1 серпня 2021) — українська вокалістка (лірико-драматичне сопрано), письменниця.  Заслужена артистка України (2001). Член Національної спілки журналістів України (2004). Заслужена діячка естрадного мистецтва України (2021).

## Життєпис
Народилася 22 лютого 1953 року на Прилуччині.
Закінчила Прилуцьке педагогічне училище (нині — Прилуцький гуманітарно-педагогічний коледж імені І. Я. Франка),  
Навчалася в Ніжинському державному педагогічному інституті ім. М. В. Гоголя (нині — Ніжинський державний університет імені Миколи Гоголя), Київській консерваторії (1971—1973; клас В. Любимової), театральній студії при Київському театрі оперети (1976).
Відтоді працювала в Київському театрі оперети, театрі музичної комедії, Укрконцерті. Від 1989 р. — солістка Асоціації діячів естрадного мистецтва України.
У репертуарі співачки були українські народні пісні, твори на власні слова: «Моя Україна» (музика Г. Володька), «До ясеня-красеня» (музика М. Свидюка), «Примадонна» (музика А. Горчинського) та ін.  
Лауреатка «Пісенних вернісажів» (1996—1998 рр.), Всеукраїнських фестивалів «Боромля» і «Відроджені джерела».  

## Літературна творчість
Авторка збірок віршів, казок, оповідань та гуморесок: «Народне кодування», «Чарівна ложка», «Казки Катерини Василенко», «Каламарчик веселого настрою», «Хай живе вареник», «НЛО летіло, на подвір’я сіло». Твори письменниці друкувалися в журналах «Жінка», «Отчий поріг», «Квіти України», «Чумацький шлях», «Малятко», «Яблунька», а також газетах «Сільські вісті», «Прилучаночка».
Про творчість Катерини Василенко знято музичний фільм «І розцвіла душа моя в піснях» (1994, реж. Л. Левінська, «Укртелефільм»), видано збірку її пісень «З чистої криниці». Вона знялася у чотирисерійному художньому фільмі «Схованка біля Червоних каменів». Записала чотири компакт-диски: «До ясеня-красеня», «З чистої криниці», «Лине пісня чарівна», «Жіночі таємниці».

## Відзнаки
- Нагрудний знак «Знак пошани»
- Почесна відзнака «За досягнення в розвитку культури і мистецтв».
- Спеціальний диплом Літературно-мистецької премії імені Любові Забашти «Квіт папороті» (м. Прилуки) за збереження та примноження традицій українського гумору (березень 2021).